# Catharus occidentalis
Catharus occidentalis là một loài chim trong họ Turdidae.